# Alouette de Hume
Calandrella acutirostris
Espèce
Répartition géographique
- Zones de nidification, en été
- Zones d'hivernage

Statut de conservation UICN

 LC  : Préoccupation mineure
L'Alouette de Hume (Calandrella acutirostris) est une espèce d'oiseaux de la famille des Alaudidae.

## Description
L'Alouette de Hume est similaire en taille et en apparence à l'Alouette calandrelle, mais a un plumage généralement plus terne, légèrement plus foncé et un bec légèrement plus petit. Comme pour l'Alouette calandrelle, la couleur varie sur une large gamme et ne constitue pas un bon signe distinctif. 
L'Alouette de Hume est un petit oiseau mesurant 13 à 14 centimètres de long, du bec au bout de la queue. Il n'y a pas de dimorphisme sexuel. 
La calotte est brune avec de légères stries diffuses, les joues sont brun roux et le sourcil blanc. Les parties supérieures sont brun grisâtre ou brun sable avec des stries plus foncées, et les couvertures supérieures de la queue sont lavées de brun roux. Les ailes sont brun grisâtre avec des barres noires et des extrémités pâles sur les plumes. Les parties inférieures sont principalement blanchâtres, mais il y a une tache sombre sur le cou et une bande de poitrine gris chamoisé. La poitrine n'est pas striée. 

## Cri
Son cri est reconnaissable ; ses vocalisations comprennent un « trrii » strident et un « drriip » plus roulant.

## Mode de vie

### Habitat et répartition
On la trouve dans le Centre-Sud de l'Asie, de l'Iran et du Kazakhstan jusqu'en Chine. Elle affectionne les steppe et les plateaux de haute altitude, les zones sèches avec une végétation clairsemée. Elle descend au Sud l'hiver dans un habitat similaire, mais à des altitudes plus basses.

## Taxonomie
Le nom de cette alouette est un hommage au naturaliste britannique Allan Octavian Hume qui a décrit l'espèce en 1873.

### Sous-espèces
Deux sous-espèces sont reconnues :
- Calandrella acutirostris acutirostris (Hume, 1873) : Nord-Est de l'Iran et de l'Est du Kazakhstan jusqu'à l'ouest de la Chine.
- Calandrella acutirostris tibetana (Brooks, 1880) : décrite à l'origine comme une espèce distincte. Trouvée du Nord-Est du Pakistan jusqu'au plateau tibétain.

## Statut
La population d'Alouettes de Hume semble stable et nombreuse, et son aire de répartition est étendue, raisons pour lesquelles l'Union Internationale pour la Conservation de la Nature a évalué l'état de conservation de cette alouette comme « préoccupation mineure » dans sa Liste rouge.

## Galerie

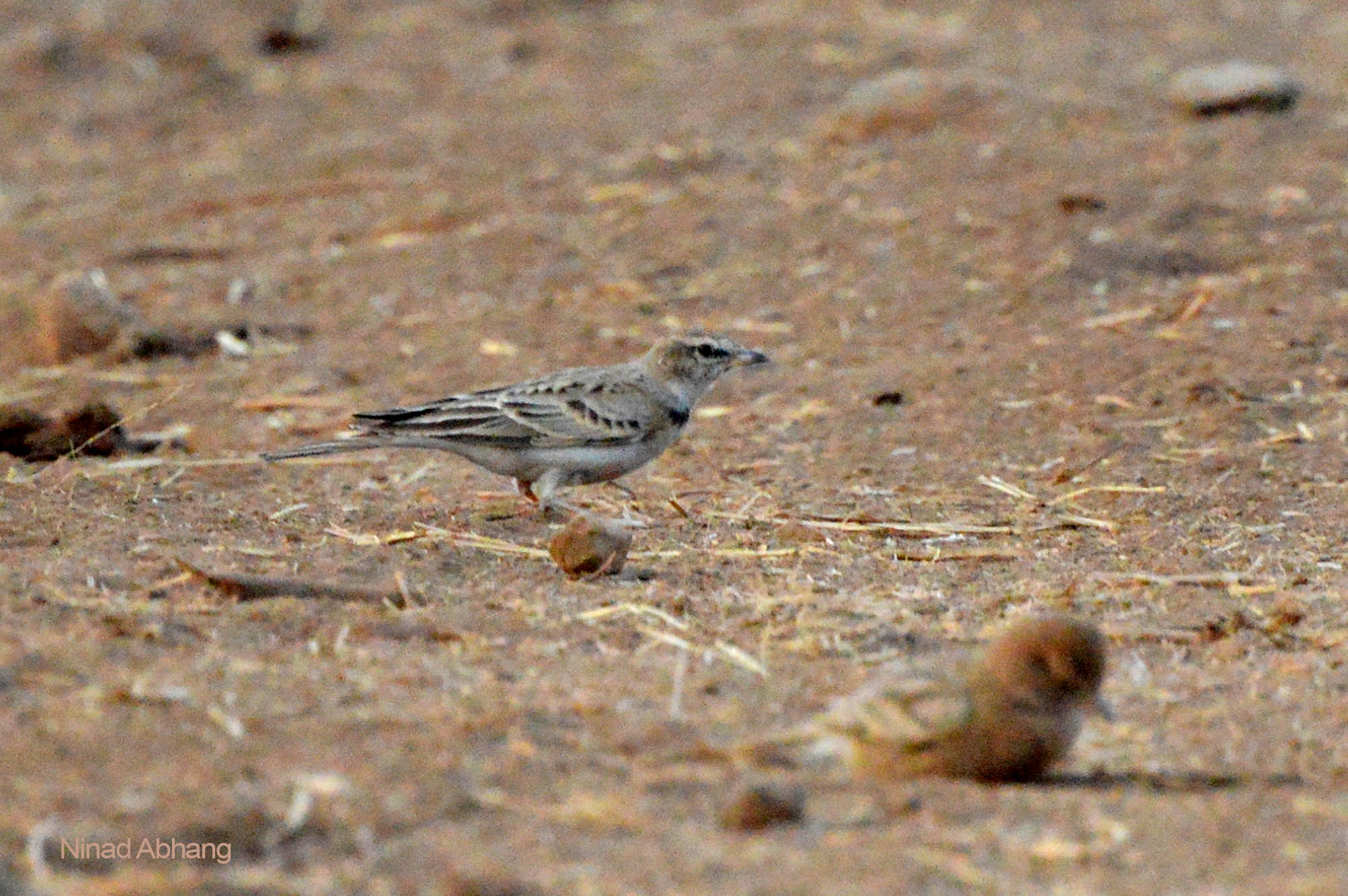
Alouette de Hume à Amravati, dans le Maharashtra, en Inde.
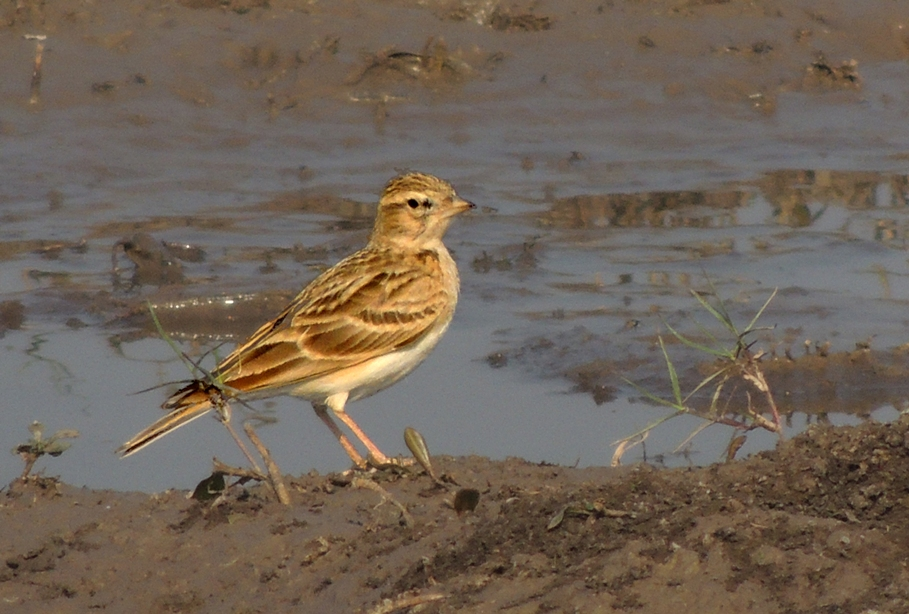
Alouette de Hume, à Akola, dans le Maharashtra, en Inde.
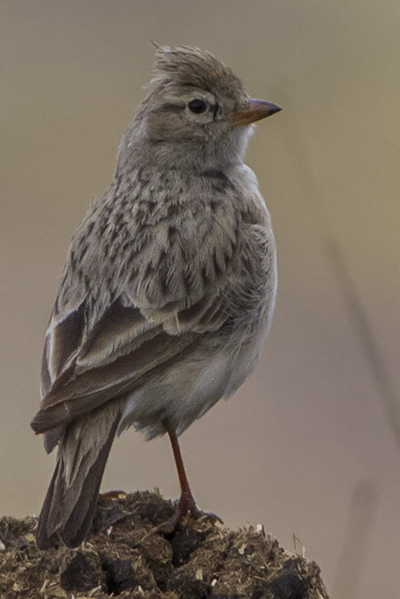
Depuis Laxman Chowk, près du sanctuaire de la vie sauvage de Pangolakha, dans le Sikkim, en Inde.